# Barbara Szulc
Barbara Szulc (ur. 22 marca 1946 w Michorzewie) – polska zootechnik, nauczycielka i polityk, posłanka na Sejm PRL VIII kadencji.

## Życiorys
W 1966 wstąpiła do Zjednoczonego Stronnictwa Ludowego, a także została zootechnikiem w michorzewskim państwowym gospodarstwie rolnym oraz laborantem oceny jakości nasion w Centrali Nasiennej w Opalenicy (którym była do 1968). W 1972 uzyskała tytuł zawodowy inżyniera zootechnika w Wyższej Szkole Rolniczej w Poznaniu oraz została nauczycielem przedmiotów zawodowych w Państwowym Technikum Hodowlanym w Trzciance. Następnie uczyła w Zasadniczej Szkole Rolniczej w Kotowie. W 1979 została właścicielką gospodarstwa rolnego. Pracowała także społecznie w kołach oraz instancjach gminnych ZSL. W latach 1980–1985 pełniła mandat posłanki na Sejm PRL VIII kadencji w okręgu Szamotuły. Zasiadała w Komisji Prac Ustawodawczych, Komisji Rolnictwa i Przemysłu Spożywczego, Komisji Przemysłu Lekkiego oraz w Komisji Przemysłu.